# Què hauria de fer Rússia amb Ucraïna?
"Què hauria de fer Rússia amb Ucraïna "(rus: Что Россия должна сделать с Украиной, Chto Rossiya dolzhna sdelat's Ukrainoy), és un article escrit per Timofey Sergeytsev i publicat per l'agència de notícies estatal russa RIA Novosti. L'article demana la destrucció total d'Ucraïna com a estat, així com la identitat nacional ucraïnesa. Va ser publicat el 3 d'abril del 2022 en el context de la Invasió russa d'Ucraïna del 2022, el mateix dia que es van descobrir els cossos de desenes de civils després de la retirada de les forces russes de la ciutat ucraïnesa de Butxa. L'article va causar crítiques i indignació internacionals i ha estat condemnat com a prova d'intent de genocidi.

## Contingut
L'article advoca per la "censura brutal" de la cultura d'Ucraïna, la "reeducació" a gran escala i la "desucrainització" dels ucraïnesos als territoris ocupats per Rússia en la Invasió russa d'Ucraïna del 2022. L'autor insisteix que l'etnocentrisme d'Ucraïna és una perversió artificial, que l'existència d'Ucraïna és "impossible" com a Estat nació i que la paraula "Ucraïna" en si no es pot permetre que existeixi. Segons l'autor, Ucraïna hauria de ser desmantellada i substituïda per diversos estats sota el control directe de Rússia. Afegeix que el "component ètnic d'autoidentificació" d'Ucraïna també seria rebutjat després de la seva ocupació per part de Rússia.
L'autor afirma que "el més probable és que la majoria" dels civils ucraïnesos siguin "nazis" que "tècnicament" no poden ser castigats com a criminals de guerra, sinó que poden ser sotmesos a "desnazificació". Si bé Sergeytsev assenyala que no hi ha partits nazis, símbols, lleis racistes o altres proves del nazisme real, ell contesta afirmant que el nazisme ucraïnès és únic pel seu amorfisme i ambigüitat, que és, segons Timothy D. Snyder, equivalent a una "definició especial russa del nazisme". L'autor afirma que els Banderites són en realitat marginals de l'"ucronazisme", i que la veritable amenaça és el proeuropeisme.
Afirma que els ucraïnesos han d'"assimilar l'experiència" de la guerra "com a lliçó històrica i expiació de [la seva] culpa". Després de la guerra, el treball forçat, la presó i la pena de mort s'utilitzarien com a càstig. Després d'això, la població seria "integrada" a la "civilització russa". L'autor descriu les accions previstes com una "descolonització" d'Ucraïna.

## L'autor
L'autor del text, Timofey Sergeytsev (1963) va estudiar a l'Institut de Física i Tecnologia de Moscou el 1980, on va ser alumne de Georgy Shchedrovitsky. va assessorar els projectes de Víctor Pintxuk des del 1998 fins al 2000, inclosa la campanya de les eleccions parlamentàries de Pinchuk de 1998 a Ucraïna, i va ser membre del Consell d'Administració d' Interpipe Group. El 1999, va treballar per a la campanya presidencial del llavors president ucraïnès Leonid Kutxma. El setembre de 2004, va ser consultor de Víktor Ianukòvitx. El 2010, va treballar amb Arseni Iatseniuk. El 2012, Sergeitsev va coproduir el llargmetratge rus Match, que va ser criticat per ucraïnofòbia i el 2014 prohibit a Ucraïna com a propaganda.
Segons Der Tagesspiegel, Sergeitsev dona suport al partit polític pro-Putin " Plataforma Cívica " finançat per un dels oligarques del cercle íntim de Putin. Segons EURACTIV, Sergeitsev és « un dels ideòlegs del feixisme rus modern».